# Breaking the Habit
Breaking the Habit è un singolo del gruppo musicale statunitense Linkin Park, pubblicato il 14 giugno 2004 come quinto estratto dal secondo album in studio Meteora.
È il quarto singolo consecutivo estratto da Meteora (il quinto se si include quello promozionale Lying from You) a raggiungere la prima posizione nella classifica Alternative Airplay stilata da Billboard.

## Descrizione
Inizialmente intitolato Drawing (demo presente nell'EP LP Underground 9: Demos), il brano è nato da un'idea del rapper Mike Shinoda (la cui versione originaria è presente nell'EP Underground XIV) e possiede un enorme numero di strumenti ed effetti, quali chitarra, basso e batteria elettrici, scratch vari e pianoforte digitale, oltre a un cantato prevalentemente melodico.

## Video musicale
Il video, diretto dal DJ del gruppo Joe Hahn, si basa su disegni realizzati dallo stesso Hahn e da Kazuto Nakazawa. È composto da sequenze di animazioni in stile giapponese. Il gruppo che esegue il brano è stato ripreso in un primo momento e poi inserita all'interno della sequenza animata. Il video si sofferma anche su vari personaggi depressi e stanchi della propria vita, perché intendono uscire dalla monotonia delle azioni di routine. Associando il "vizio" persino a dei "mostri" che fuoriescono da tale cosa.
Nel 2004 venne premiato agli MTV Video Music Awards come video preferito dagli spettatori.
Nel 2023, in occasione del ventennale di Meteora, il video è stato rimasterizzato in 4K.

## Tracce
CD promozionale (Regno Unito)
1. Breaking the Habit – 3:16

CD+DVD promozionale (Giappone, Stati Uniti)
1. Breaking the Habit (Album Version) – 3:16
2. Breaking the Habit (Video) – 3:16

CD singolo (Germania)
1. Breaking the Habit – 3:16
2. Crawling (Live) – 3:30

CD maxi-singolo (Australia, Germania, Regno Unito)
1. Breaking the Habit – 3:16
2. Crawling (Live) – 3:30
3. Breaking the Habit (Video) – 3:16

DVD (Stati Uniti)
1. Breaking the Habit (Video Version) – 3:18
2. Making of Breaking the Habit – 20:30
3. Breaking the Habit (5.28.04 3:37 P.M.) – 3:24

## Formazione
Hanno partecipato alle registrazioni, secondo le note di copertina di Meteora:
Gruppo
- Chester Bennington – voce
- Rob Bourdon – batteria, cori
- Brad Delson – chitarra, cori
- Phoenix – basso, cori
- Joseph Hahn – giradischi, campionatore, cori
- Mike Shinoda – voce, campionatore, arrangiamento strumenti ad arco

Altri musicisti
- David Campbell – arrangiamento strumenti ad arco
- Joel Derouin – violino
- Charlie Bisharat – violino
- Alyssa Park – violino
- Sara Parkins – violino
- Michelle Richards – violino
- Mark Robertson – violino
- Evan Wilson – viola
- Bob Becker – viola
- Larry Corbett – violoncello
- Dan Smith – violoncello

Produzione
- Don Gilmore – produzione
- Linkin Park – produzione
- John Ewing Jr. – ingegneria del suono
- Fox Phelps – assistenza tecnica
- Andy Wallace – missaggio
- Brian "Big Bass" Gardner – mastering, montaggio digitale

## Classifiche
| Classifica (2004-17)             | Posizione massima |
| -------------------------------- | ----------------- |
| Australia                        | 23                |
| Austria                          | 43                |
| Francia                          | 27                |
| Germania                         | 25                |
| Irlanda                          | 46                |
| Nuova Zelanda                    | 27                |
| Paesi Bassi                      | 41                |
| Regno Unito                      | 39                |
| Regno Unito (rock & metal)       | 3                 |
| Stati Uniti                      | 20                |
| Stati Uniti (alternative)        | 1                 |
| Stati Uniti (mainstream rock)    | 1                 |
| Stati Uniti (rock & alternative) | 12                |
| Svizzera                         | 56                |